# Queen of the Kitchen
Queen of the Kitchen è un cortometraggio muto del 1912 prodotto dalla Kalem e diretto da Pat Hartigan.

## Trama
Avendo avuto la cucina invasa dal padrone di casa, Bridget, la cuoca, rivendica i suoi spazi e, non riuscendo ad averla vinta, per ripicca dà le dimissioni. Il signor e la signora Clark, che aspettano ospiti per cena, cercano di prepararla loro senza grande successo. Quando arrivano gli ospiti, i Clark ripensano con nostalgia ai piatti della loro ex cuoca, regina dei fornelli. Bridget accetta di tornare solo dopo un sostanzioso aumento di stipendio e la promessa di Clark di non interferire più nel suo lavoro.

## Produzione
Il film, prodotto dalla Kalem Company, fu girato a Santa Monica.

## Distribuzione
Distribuito dalla General Film Company, il film - un cortometraggio di 145 metri - uscì nelle sale cinematografiche USA il 25 settembre 1912. La Moving Pictures Sales Agency lo distribuì nel Regno Unito il 1º dicembre di quello stesso anno.
Nelle proiezioni, veniva programmato con il sistema dello split reel, accorpato in un'unica bobina con un altro cortometraggio prodotto dalla Kalem, il documentario Along the River Nile.